# شون نيلسون
شون نيلسون (بالإنجليزية: Shaun Nelson)‏ هو سياسي أسترالي، ولد في 22 مارس 1973 في بريزبان في أستراليا. حزبياً، نشط في مستقل. وقد انتخب عضو المجلس التشريعي ولاية كوينزلاند.